# Список астероїдів (48401—48500)
| Назва                            | Тимчасове позначення | Дата відкриття    | Місце відкриття                | Відкривач                        |
| -------------------------------- | -------------------- | ----------------- | ------------------------------ | -------------------------------- |
| (48401) 1981 EW27                | 1981 EW27            | 2 березня 1981    | Обсерваторія Сайдинг-Спрінг    | Ш. Дж. Бас                       |
| (48402) 1981 EH28                | 1981 EH28            | 2 березня 1981    | Обсерваторія Сайдинг-Спрінг    | Ш. Дж. Бас                       |
| (48403) 1981 EP41                | 1981 EP41            | 2 березня 1981    | Обсерваторія Сайдинг-Спрінг    | Ш. Дж. Бас                       |
| (48404) 1981 EQ41                | 1981 EQ41            | 2 березня 1981    | Обсерваторія Сайдинг-Спрінг    | Ш. Дж. Бас                       |
| (48405) 1981 EQ46                | 1981 EQ46            | 2 березня 1981    | Обсерваторія Сайдинг-Спрінг    | Ш. Дж. Бас                       |
| (48406) 1981 EQ47                | 1981 EQ47            | 2 березня 1981    | Обсерваторія Сайдинг-Спрінг    | Ш. Дж. Бас                       |
| (48407) 1981 QL2                 | 1981 QL2             | 27 серпня 1981    | Обсерваторія Ла-Сілья          | Анрі Дебеонь                     |
| (48408) 1982 VN2                 | 1982 VN2             | 14 листопада 1982 | Обсерваторія Кісо              | Хірокі Косаї, Кіїтіро Фурукава   |
| (48409) 1984 SL5                 | 1984 SL5             | 27 вересня 1984   | Паломарська обсерваторія       | Дебора Педжет                    |
| (48410) 1985 QJ5                 | 1985 QJ5             | 23 серпня 1985    | КрАО                           | Черних Микола Степанович         |
| 48411 Johnventre                 | 1985 RB3             | 5 вересня 1985    | Обсерваторія Ла-Сілья          | Анрі Дебеонь                     |
| (48412) 1986 QN1                 | 1986 QN1             | 27 серпня 1986    | Обсерваторія Ла-Сілья          | Анрі Дебеонь                     |
| (48413) 1986 TB7                 | 1986 TB7             | 9 жовтня 1986     | Півніце                        | Мілан Антал                      |
| (48414) 1987 OS                  | 1987 OS              | 19 липня 1987     | Паломарська обсерваторія       | Е. Гелін                         |
| 48415 Дегайо (Dehio)             | 1987 QT              | 21 серпня 1987    | Обсерваторія Карла Шварцшильда | Ф. Бернґен                       |
| 48416 Кармеліта (Carmelita)      | 1988 BM2             | 24 січня 1988     | Паломарська обсерваторія       | Керолін Шумейкер, Юджин Шумейкер |
| (48417) 1988 CQ2                 | 1988 CQ2             | 11 лютого 1988    | Обсерваторія Ла-Сілья          | Ерік Вальтер Ельст               |
| (48418) 1988 EA1                 | 1988 EA1             | 13 березня 1988   | Обсерваторія Брорфельде        | Поуль Єнсен                      |
| (48419) 1988 RB5                 | 1988 RB5             | 2 вересня 1988    | Обсерваторія Ла-Сілья          | Анрі Дебеонь                     |
| (48420) 1988 RN5                 | 1988 RN5             | 2 вересня 1988    | Обсерваторія Ла-Сілья          | Анрі Дебеонь                     |
| (48421) 1988 VF                  | 1988 VF              | 3 листопада 1988  | YGCO (станція Тійода)          | Такуо Кодзіма                    |
| 48422 Шраде (Schrade)            | 1988 VN7             | 3 листопада 1988  | Обсерваторія Карла Шварцшильда | Ф. Бернґен                       |
| (48423) 1988 WA                  | 1988 WA              | 17 листопада 1988 | Обсерваторія Кушіро            | Сейджі Уеда, Хіроші Канеда       |
| 48424 Суше (Souchay)             | 1988 XW4             | 5 грудня 1988     | Обсерваторія Кісо              | Цуко Накамура                    |
| 48425 Тішендорф (Tischendorf)    | 1989 CB6             | 2 лютого 1989     | Обсерваторія Карла Шварцшильда | Ф. Бернґен                       |
| (48426) 1989 EV2                 | 1989 EV2             | 2 березня 1989    | Обсерваторія Ла-Сілья          | Ерік Вальтер Ельст               |
| (48427) 1989 SZ2                 | 1989 SZ2             | 26 вересня 1989   | Обсерваторія Ла-Сілья          | Ерік Вальтер Ельст               |
| (48428) 1989 SV5                 | 1989 SV5             | 26 вересня 1989   | Обсерваторія Ла-Сілья          | Ерік Вальтер Ельст               |
| (48429) 1989 SK10                | 1989 SK10            | 28 вересня 1989   | Обсерваторія Ла-Сілья          | Анрі Дебеонь                     |
| (48430) 1989 TQ3                 | 1989 TQ3             | 7 жовтня 1989     | Обсерваторія Ла-Сілья          | Ерік Вальтер Ельст               |
| (48431) 1989 TV5                 | 1989 TV5             | 2 жовтня 1989     | Обсерваторія Серро Тололо      | Ш. Дж. Бас                       |
| (48432) 1989 TM6                 | 1989 TM6             | 7 жовтня 1989     | Обсерваторія Ла-Сілья          | Ерік Вальтер Ельст               |
| (48433) 1989 US1                 | 1989 US1             | 29 жовтня 1989    | Обсерваторія Кітамі            | Ацусі Такагасі, Кадзуро Ватанабе |
| 48434 Максбекманн (Maxbeckmann)  | 1989 UN7             | 23 жовтня 1989    | Обсерваторія Карла Шварцшильда | Ф. Бернґен                       |
| 48435 Ясперс (Jaspers)           | 1989 UR7             | 23 жовтня 1989    | Обсерваторія Карла Шварцшильда | Ф. Бернґен                       |
| (48436) 1989 VK                  | 1989 VK              | 2 листопада 1989  | Обсерваторія Йорії             | Масару Араї, Хіроші Морі         |
| (48437) 1989 VM1                 | 1989 VM1             | 3 листопада 1989  | Обсерваторія Ла-Сілья          | Ерік Вальтер Ельст               |
| (48438) 1989 WJ2                 | 1989 WJ2             | 21 листопада 1989 | Обсерваторія Сайдинг-Спрінг    | Роберт Макнот                    |
| (48439) 1989 WR2                 | 1989 WR2             | 20 листопада 1989 | Обсерваторія Кушіро            | Сейджі Уеда, Хіроші Канеда       |
| (48440) 1989 YO2                 | 1989 YO2             | 30 грудня 1989    | Обсерваторія Сайдинг-Спрінг    | Роберт Макнот                    |
| (48441) 1990 ET1                 | 1990 ET1             | 2 березня 1990    | Обсерваторія Ла-Сілья          | Ерік Вальтер Ельст               |
| (48442) 1990 GF                  | 1990 GF              | 15 квітня 1990    | Обсерваторія Ла-Сілья          | Ерік Вальтер Ельст               |
| (48443) 1990 HY5                 | 1990 HY5             | 29 квітня 1990    | Обсерваторія Сайдинг-Спрінг    | Анна Зітков, Майкл Ірвін         |
| (48444) 1990 QQ7                 | 1990 QQ7             | 16 серпня 1990    | Обсерваторія Ла-Сілья          | Ерік Вальтер Ельст               |
| (48445) 1990 QX7                 | 1990 QX7             | 16 серпня 1990    | Обсерваторія Ла-Сілья          | Ерік Вальтер Ельст               |
| (48446) 1990 RB1                 | 1990 RB1             | 14 вересня 1990   | Паломарська обсерваторія       | Генрі Гольт                      |
| 48447 Hingley                    | 1990 TK2             | 10 жовтня 1990    | Обсерваторія Карла Шварцшильда | Лутц Шмадель, Ф. Бернґен         |
| (48448) 1990 WR2                 | 1990 WR2             | 21 листопада 1990 | Обсерваторія Кітамі            | Кін Ендате, Кадзуро Ватанабе     |
| (48449) 1991 EK4                 | 1991 EK4             | 12 березня 1991   | Обсерваторія Ла-Сілья          | Анрі Дебеонь                     |
| (48450) 1991 NA                  | 1991 NA              | 7 липня 1991      | Паломарська обсерваторія       | Е. Гелін                         |
| (48451) 1991 PC3                 | 1991 PC3             | 2 серпня 1991     | Обсерваторія Ла-Сілья          | Ерік Вальтер Ельст               |
| (48452) 1991 PH7                 | 1991 PH7             | 6 серпня 1991     | Обсерваторія Ла-Сілья          | Ерік Вальтер Ельст               |
| (48453) 1991 PT9                 | 1991 PT9             | 13 серпня 1991    | Паломарська обсерваторія       | Е. Гелін                         |
| (48454) 1991 PP12                | 1991 PP12            | 5 серпня 1991     | Паломарська обсерваторія       | Генрі Гольт                      |
| (48455) 1991 PK13                | 1991 PK13            | 5 серпня 1991     | Паломарська обсерваторія       | Генрі Гольт                      |
| 48456 Вільгельмвін (Wilhelmwien) | 1991 RG3             | 12 вересня 1991   | Обсерваторія Карла Шварцшильда | Ф. Бернґен, Лутц Шмадель         |
| 48457 Joseffried                 | 1991 RO3             | 12 вересня 1991   | Обсерваторія Карла Шварцшильда | Лутц Шмадель, Ф. Бернґен         |
| 48458 Меріан (Merian)            | 1991 RG5             | 13 вересня 1991   | Обсерваторія Карла Шварцшильда | Ф. Бернґен, Лутц Шмадель         |
| (48459) 1991 RO5                 | 1991 RO5             | 13 вересня 1991   | Паломарська обсерваторія       | Генрі Гольт                      |
| (48460) 1991 RH6                 | 1991 RH6             | 13 вересня 1991   | Паломарська обсерваторія       | Генрі Гольт                      |
| (48461) 1991 RN6                 | 1991 RN6             | 7 вересня 1991    | Паломарська обсерваторія       | Е. Гелін, Сет Коен               |
| (48462) 1991 RT6                 | 1991 RT6             | 3 вересня 1991    | Обсерваторія Сайдинг-Спрінг    | Роберт Макнот                    |
| (48463) 1991 RH14                | 1991 RH14            | 13 вересня 1991   | Паломарська обсерваторія       | Генрі Гольт                      |
| (48464) 1991 RA17                | 1991 RA17            | 15 вересня 1991   | Паломарська обсерваторія       | Генрі Гольт                      |
| (48465) 1991 RS20                | 1991 RS20            | 14 вересня 1991   | Паломарська обсерваторія       | Генрі Гольт                      |
| (48466) 1991 RY29                | 1991 RY29            | 12 вересня 1991   | Паломарська обсерваторія       | Генрі Гольт                      |
| (48467) 1991 SB1                 | 1991 SB1             | 30 вересня 1991   | Обсерваторія Сайдинг-Спрінг    | Роберт Макнот                    |
| (48468) 1991 SS1                 | 1991 SS1             | 29 вересня 1991   | Обсерваторія Кітт-Пік          | Spacewatch                       |
| (48469) 1991 TQ1                 | 1991 TQ1             | 10 жовтня 1991    | Паломарська обсерваторія       | Джеффрі Алу                      |
| (48470) 1991 TC2                 | 1991 TC2             | 10 жовтня 1991    | Паломарська обсерваторія       | Кеннет Лоренс                    |
| 48471 Orchiston                  | 1991 TV2             | 7 жовтня 1991     | Обсерваторія Карла Шварцшильда | Лутц Шмадель, Ф. Бернґен         |
| 48472 Mossbauer                  | 1991 TJ6             | 2 жовтня 1991     | Обсерваторія Карла Шварцшильда | Ф. Бернґен, Лутц Шмадель         |
| (48473) 1991 TU9                 | 1991 TU9             | 6 жовтня 1991     | Обсерваторія Кітт-Пік          | Spacewatch                       |
| (48474) 1991 UR                  | 1991 UR              | 18 жовтня 1991    | Обсерваторія Кушіро            | Сейджі Уеда, Хіроші Канеда       |
| (48475) 1991 UD2                 | 1991 UD2             | 29 жовтня 1991    | Обсерваторія Кушіро            | Сейджі Уеда, Хіроші Канеда       |
| (48476) 1991 UP3                 | 1991 UP3             | 31 жовтня 1991    | Обсерваторія Кушіро            | Сейджі Уеда, Хіроші Канеда       |
| (48477) 1991 VV                  | 1991 VV              | 2 листопада 1991  | Паломарська обсерваторія       | Е. Гелін                         |
| (48478) 1991 VF3                 | 1991 VF3             | 3 листопада 1991  | Паломарська обсерваторія       | Е. Гелін                         |
| (48479) 1991 XF                  | 1991 XF              | 4 грудня 1991     | Обсерваторія Кушіро            | Сейджі Уеда, Хіроші Канеда       |
| 48480 Фальк (Falk)               | 1991 YK1             | 28 грудня 1991    | Обсерваторія Карла Шварцшильда | Ф. Бернґен                       |
| (48481) 1992 BZ3                 | 1992 BZ3             | 28 січня 1992     | Обсерваторія Кітт-Пік          | Spacewatch                       |
| 48482 Орукі (Oruki)              | 1992 CN              | 5 лютого 1992     | Обсерваторія Ґейсей            | Тсутому Секі                     |
| (48483) 1992 CB3                 | 1992 CB3             | 2 лютого 1992     | Обсерваторія Ла-Сілья          | Ерік Вальтер Ельст               |
| (48484) 1992 ET1                 | 1992 ET1             | 11 березня 1992   | Обсерваторія Кітт-Пік          | А. Данн                          |
| (48485) 1992 EX4                 | 1992 EX4             | 1 березня 1992    | Обсерваторія Ла-Сілья          | UESAC                            |
| (48486) 1992 EG5                 | 1992 EG5             | 1 березня 1992    | Обсерваторія Ла-Сілья          | UESAC                            |
| (48487) 1992 EY5                 | 1992 EY5             | 2 березня 1992    | Обсерваторія Ла-Сілья          | UESAC                            |
| (48488) 1992 EN12                | 1992 EN12            | 6 березня 1992    | Обсерваторія Ла-Сілья          | UESAC                            |
| (48489) 1992 EZ28                | 1992 EZ28            | 2 березня 1992    | Обсерваторія Ла-Сілья          | UESAC                            |
| (48490) 1992 GD4                 | 1992 GD4             | 4 квітня 1992     | Обсерваторія Ла-Сілья          | Ерік Вальтер Ельст               |
| (48491) 1992 HG5                 | 1992 HG5             | 24 квітня 1992    | Обсерваторія Ла-Сілья          | Анрі Дебеонь                     |
| (48492) 1992 SS17                | 1992 SS17            | 24 вересня 1992   | Обсерваторія Карла Шварцшильда | Ф. Бернґен, Лутц Шмадель         |
| (48493) 1992 WG                  | 1992 WG              | 16 листопада 1992 | Обсерваторія Кушіро            | Сейджі Уеда, Хіроші Канеда       |
| (48494) 1992 WM                  | 1992 WM              | 16 листопада 1992 | Обсерваторія Кушіро            | Сейджі Уеда, Хіроші Канеда       |
| 48495 Рюґадо (Ryugado)           | 1993 BB              | 16 січня 1993     | Обсерваторія Ґейсей            | Тсутому Секі                     |
| (48496) 1993 BM3                 | 1993 BM3             | 26 січня 1993     | Обсерваторія Кітт-Пік          | Томас Балонек                    |
| (48497) 1993 BQ5                 | 1993 BQ5             | 27 січня 1993     | Коссоль                        | Ерік Вальтер Ельст               |
| (48498) 1993 BS6                 | 1993 BS6             | 30 січня 1993     | Каґошіма                       | Масару Мукаї, Масанорі Такеїші   |
| (48499) 1993 BV7                 | 1993 BV7             | 23 січня 1993     | Обсерваторія Ла-Сілья          | Ерік Вальтер Ельст               |
| (48500) 1993 DU2                 | 1993 DU2             | 20 лютого 1993    | Коссоль                        | Ерік Вальтер Ельст               |

| ← Астероїди 40001—50000 → |             |             |             |             |             |             |             |             |             |
| 40001—40100               | 41001—41100 | 42001—42100 | 43001—43100 | 44001—44100 | 45001—45100 | 46001—46100 | 47001—47100 | 48001—48100 | 49001—49100 |
| 40101—40200               | 41101—41200 | 42101—42200 | 43101—43200 | 44101—44200 | 45101—45200 | 46101—46200 | 47101—47200 | 48101—48200 | 49101—49200 |
| 40201—40300               | 41201—41300 | 42201—42300 | 43201—43300 | 44201—44300 | 45201—45300 | 46201—46300 | 47201—47300 | 48201—48300 | 49201—49300 |
| 40301—40400               | 41301—41400 | 42301—42400 | 43301—43400 | 44301—44400 | 45301—45400 | 46301—46400 | 47301—47400 | 48301—48400 | 49301—49400 |
| 40401—40500               | 41401—41500 | 42401—42500 | 43401—43500 | 44401—44500 | 45401—45500 | 46401—46500 | 47401—47500 | 48401—48500 | 49401—49500 |
| 40501—40600               | 41501—41600 | 42501—42600 | 43501—43600 | 44501—44600 | 45501—45600 | 46501—46600 | 47501—47600 | 48501—48600 | 49501—49600 |
| 40601—40700               | 41601—41700 | 42601—42700 | 43601—43700 | 44601—44700 | 45601—45700 | 46601—46700 | 47601—47700 | 48601—48700 | 49601—49700 |
| 40701—40800               | 41701—41800 | 42701—42800 | 43701—43800 | 44701—44800 | 45701—45800 | 46701—46800 | 47701—47800 | 48701—48800 | 49701—49800 |
| 40801—40900               | 41801—41900 | 42801—42900 | 43801—43900 | 44801—44900 | 45801—45900 | 46801—46900 | 47801—47900 | 48801—48900 | 49801—49900 |
| 40901—41000               | 41901—42000 | 42901—43000 | 43901—44000 | 44901—45000 | 45901—46000 | 46901—47000 | 47901—48000 | 48901—49000 | 49901—50000 |